# Bakauke

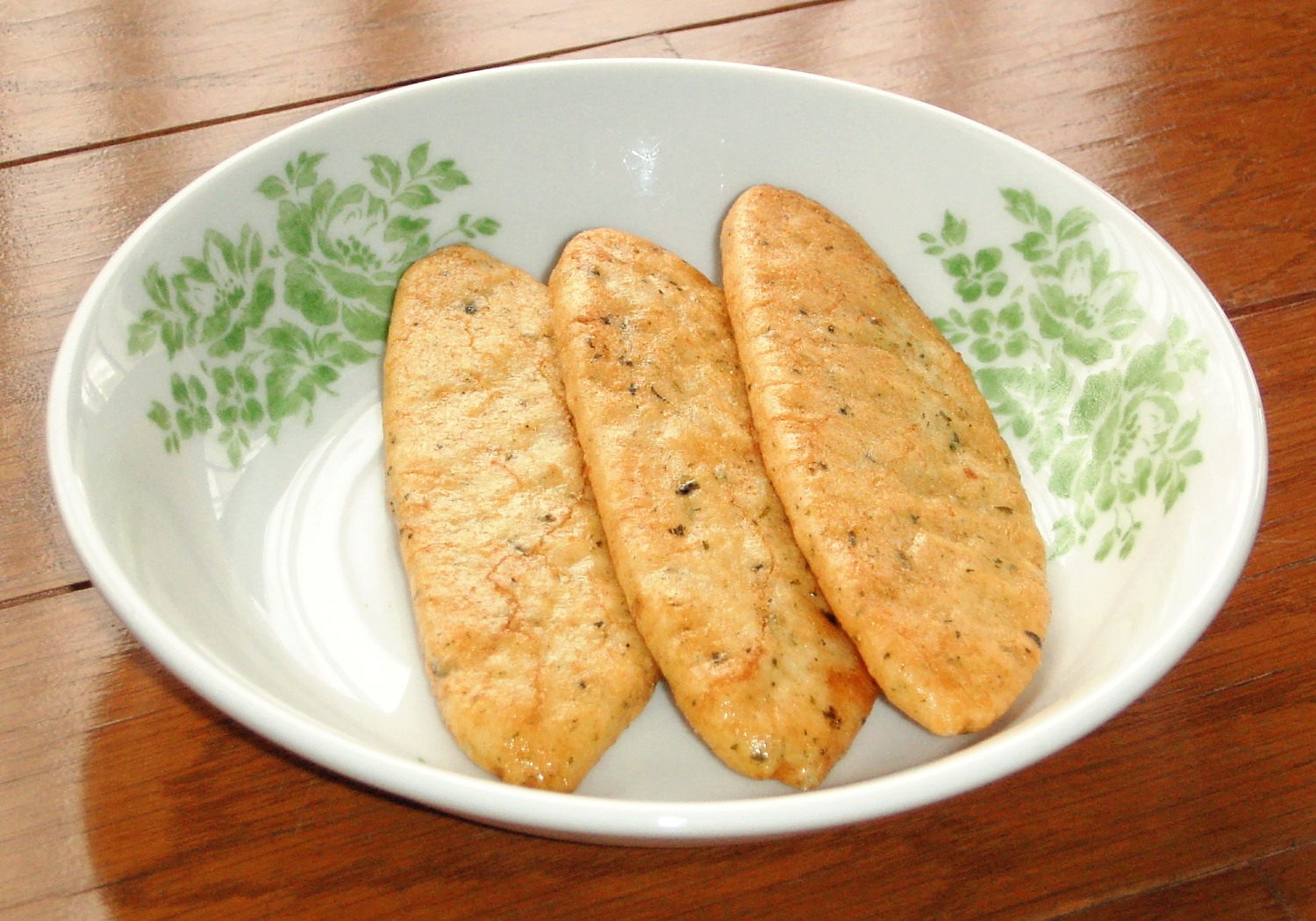
Bakauke.

El Bakauke (ばかうけ?) es un aperitivo japonés. Se trata de un senbei (cracker de arroz) con forma de plátano fino y varios sabores añadidos. Es fabricado por Kuriyama Beika (栗山米菓) de la prefectura de Niigata.
Se comercializan los siguientes sabores: chili, nori, sésamo, queso, kimchi, cacahuete, curry y dulce (los dos últimos solo en envases múltiples «bakauke deluxe»).
La palabra bakauke significa coloquialmente ‘extremadamente bien recibido’ en el dialecto de Niigata. Los personajes que aparecen en los paquetes son Borin y Barin, novio y novia respectivamente.